# Леспер, Джалиль
Джалиль Леспер (фр. Jalil Lespert, род. 18 сентября 1976, Париж) — французский актёр, кинорежиссёр.

## Биография
Джалиль Леспер родился 18 сентября 1976 в Париже в семье актера Жана Леспера. Мать (арабско-алжирского происхождения) работала адвокатом. До начала своей актерской карьеры по настоянию матери Джалиль изучал юриспруденцию.
В 1995 году Леспер дебютировал как актер в короткометражной ленте Лорана Канте «Пляжные игры», где он работал на съемочной площадке вместе со своим отцом. В 1999 году сыграл первую главную роль во французской мелодраме Жака Мейллота «Наши счастливые дни». Популярность актер получил благодаря главной роли в фильме Лорана Канте «Человеческие ресурсы» (1999). За роль в этом фильме Леспер был удостоен премии «Сезар» в номинации «Самый перспективный актер» и Премии Люмьера.
С 2000 года выступил как режиссёр-постановщик и сценарист. Самая известная режиссёрская работа Джалиля Леспера - фильм «24 меры» (2007).
В 2011 году Джалиль Леспер поставил детективную драму «Встречный ветер» с Мажимель и Изабель Карре в главных ролях. В 2013 состоялась премьера его биографической драмы «Ив Сен-Лоран»  о жизни знаменитого кутюрье с Пьером Нине в главной роли, за которую тот получил в 2015 году премию «Сезар» как лучший актер.
Леспер женат на Соне Роллан. У пары один общий ребёнок.